# Куликов, Сергей Иванович

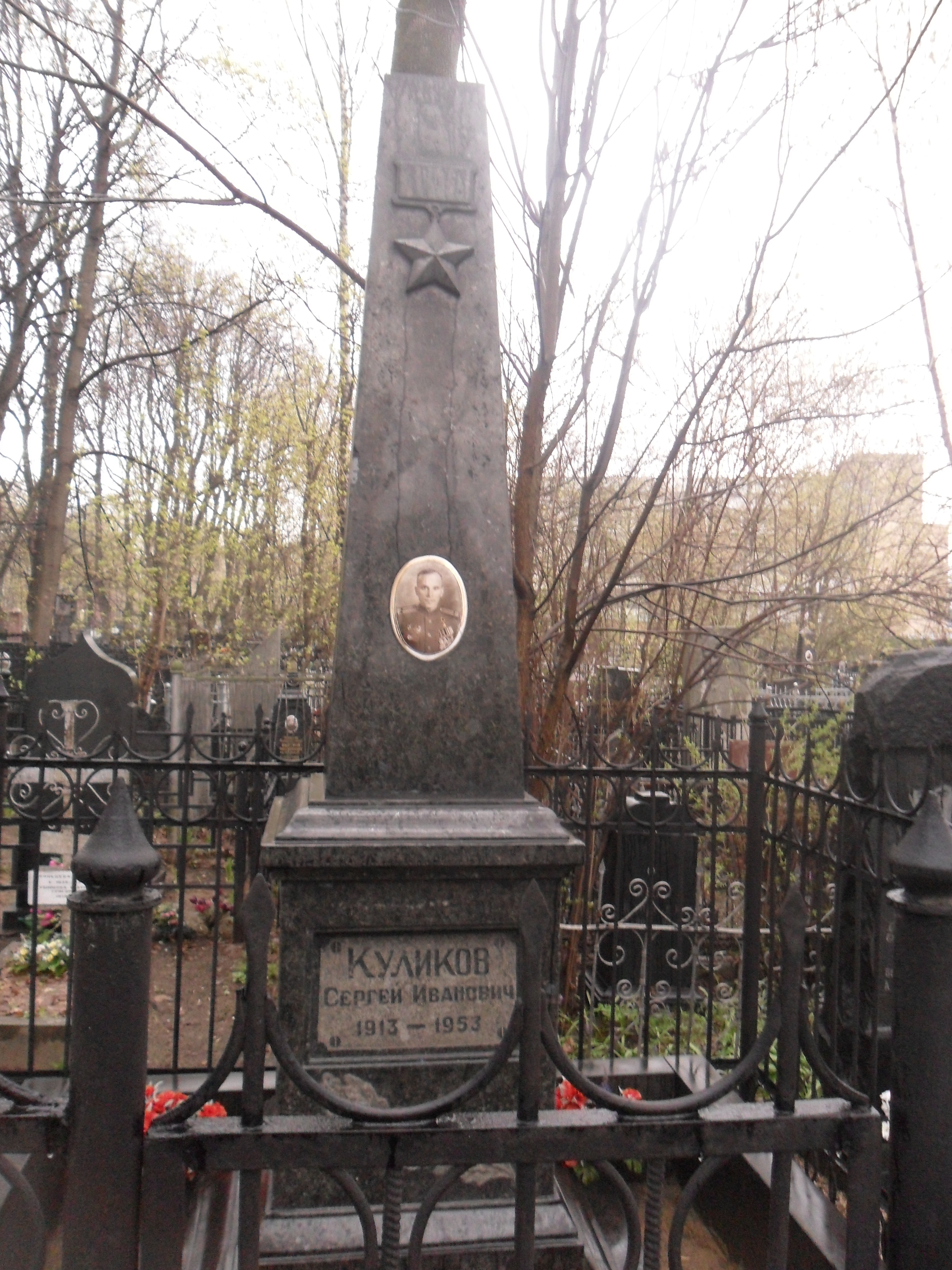
Могила Куликова на Ваганьковском кладбище.

Сергей Иванович Куликов (1913—1953) — подполковник Рабоче-крестьянской Красной Армии, участник Великой Отечественной войны, Герой Советского Союза (1942).

## Биография
Родился 3 июля 1913 года в Санкт-Петербурге. Получил неполное среднее образование, окончил школу фабрично-заводского ученичества, после чего работал слесарем фабрики «Красный Октябрь». В 1932 году был призван на службу в Рабоче-крестьянскую Красную Армию. В 1933 году он окончил Военную школу имени Ворошилова, а впоследствии — школу лётнабов. Участвовал в боях на озере Хасан и в советско-финской войне. С августа 1941 года — на фронтах Великой Отечественной войны. Воевал штурманом в составе экипажа Александра Молодчего.
К сентябрю 1942 года гвардии майор Сергей Куликов был штурманом звена 2-го гвардейского авиаполка 3-й авиадивизии АДД СССР. К тому времени он совершил 146 боевых вылетов на бомбардировку скоплений боевой техники и живой силы противника, его важных объектов, нанеся тому большие потери.
Указом Президиума Верховного Совета СССР «О присвоении звания Героя Советского Союза начальствующему составу авиации дальнего действия Красной Армии» от 31 декабря 1942 года за «образцовое выполнение боевых заданий командования на фронте борьбы с немецкими захватчиками и проявленные при этом отвагу и геройство» гвардии майор Сергей Куликов был удостоен высокого звания Героя Советского Союза с вручением ордена Ленина и медали «Золотая Звезда» за номером 766.
В 1943 году был отозван с фронта и назначен старшим штурманом-инспектором АДД СССР. В 1945 году в звании гвардии подполковника Куликов был уволен в запас. Проживал и работал в Москве. Скоропостижно скончался 26 марта 1953 года, похоронен на Ваганьковском кладбище (20 уч.).
Был награждён двумя орденами Ленина, орденами Красного Знамени, Александра Невского, Отечественной войны 1-й степени, рядом медалей.